# Белльбрук (Огайо)
Белльбрук (англ. Bellbrook) — місто (англ. city) в США, в окрузі Грін штату Огайо. Населення — 7317 осіб (2020).

## Географія
Белльбрук розташований за координатами 39°38′18″ пн. ш. 84°5′7″ зх. д. / 39.63833° пн. ш. 84.08528° зх. д. (39.638400, -84.085411). За даними Бюро перепису населення США в 2010 році місто мало площу 8,10 км², з яких 8,09 км² — суходіл та 0,00 км² — водойми.

## Демографія
Згідно з переписом 2010 року, у місті мешкали 6943 особи в 2767 домогосподарствах у складі 2068 родин. Густота населення становила 857 осіб/км². Було 2914 помешкання (360/км²).
Расовий склад населення:
| - 96,0 % — білих - 1,3 % — чорних або афроамериканців - 0,7 % — азіатів - 0,3 % — корінних американців |

До двох чи більше рас належало 1,3 %. Частка іспаномовних становила 2,1 % від усіх жителів.
За віковим діапазоном населення розподілялося таким чином: 23,9 % — особи молодші 18 років, 63,2 % — особи у віці 18—64 років, 12,9 % — особи у віці 65 років та старші. Медіана віку мешканця становила 42,5 року. На 100 осіб жіночої статі у місті припадало 97,7 чоловіків; на 100 жінок у віці від 18 років та старших — 95,1 чоловіків також старших 18 років.
Середній дохід на одне домашнє господарство становив 86 784 долари США (медіана — 75 230), а середній дохід на одну сім'ю — 100 610 доларів (медіана — 90 018). Медіана доходів становила 77 831 долар для чоловіків та 44 435 доларів для жінок. За межею бідності перебувало 2,6 % осіб, у тому числі 3,8 % дітей у віці до 18 років та 7,6 % осіб у віці 65 років та старших.
Цивільне працевлаштоване населення становило 3741 осіб. Основні галузі зайнятості: освіта, охорона здоров'я та соціальна допомога — 26,9 %, науковці, спеціалісти, менеджери — 13,6 %, виробництво — 12,0 %, роздрібна торгівля — 11,1 %.

## Персоналії
- Джонатан Вінтерс (1925—2013) — американський комедійний актор.